# Liste albanischer Schriftsteller
Diese Seite listet alphabetisch albanische Schriftsteller auf, von denen Werke in albanischer Sprache verfasst wurden.
- Dritëro Agolli (1931–2017)
- Mimoza Ahmeti (* 1963)
- Xhemal Ahmeti (* 1969)
- Ylljet Aliçka (* 1951)
- Lindita Arapi (* 1972)
- Pjetër Arbnori (1935–2006)
- Frang Bardhi (1606–1643)
- Eqrem Basha (* 1948)
- Ben Blushi (* 1969)
- Pjetër Bogdani (≈1630–1689)
- Besim Bokshi (1930–2014)
- Manjola Brahaj (* 1986)
- Dionis Bubani (1926–2006)
- Pjetër Budi (1566–1622)
- Martin Camaj (1925–1992)
- Stefan Çapaliku (* 1965)
- Beqë Cufaj (* 1970)
- Andon Zako Çajupi (1866–1930)
- Adem Demaçi (1936–2018)
- Arif Demolli (1949–2017)
- Girolamo de Rada (1814–1903; bekannt als Jeronim de Rada)
- Ridvan Dibra (* 1959)
- Namik Dokle (* 1946)
- Elvira Dones (* 1960)
- Aleksandër Stavre Drenova (1872–1947; bekannt als ASDRENI)
- Ledia Dushi (* 1978)
- Gjergj Fishta (1871–1940)
- Naim Frashëri (1846–1900)
- Sami Frashëri (1850–1904)
- Mirko Gashi (1939–1995)
- Sabri Godo (1929–2011)
- Gëzim Hajdari (* 1957)
- Sinan Hasani (1922–2010)
- Halil Haxhosaj (* 1946)
- Mehmet Haxhosaj (* 1972)
- Sabit Idrizi (* 1955)
- Thanas Jorgji (* 1955)
- Helena Kadare (* 1943)
- Ismail Kadare (1936–2024)
- Gazmend Kapllani (* 1967)
- Musine Kokalari (1917–1983)
- Fatos Kongoli (* 1944)
- Faik Konica (1875–1942)
- Gazmend Krasniqi (* 1963)
- Kostandin Kristoforidhi (1827–1895)
- Ferdinand Laholli  (* 1960)
- Natasha Lako (* 1948)
- Arian Leka (* 1966)
- Luljeta Lleshanaku (* 1968)
- Fatos Lubonja (* 1951)
- Masiela Lusha (* 1985)
- Gjekë Marinaj (* 1965)
- Petro Marko (1913–1991)
- Sulejman Mato (* 1941)
- Kim Mehmeti (* 1955)
- Millosh Gjergj Nikolla  (1911–1938; bekannt als Migjeni)
- Ndre Mjeda (1866–1937)
- Besnik Mustafaj (* 1958)
- Bedri Myftari (1938–2013)
- Ibrahim Naxhi (1873–1928; bekannt als Dervish Hima)
- Teofan S. Noli (1882–1965; bekannt als Fan Noli)
- Shpendi Sollaku  (* 1957; bekannt als Noé)
- Anton Pashku (1937–1995)
- Arshi Pipa (1920–1997)
- Ali Podrimja (1942–2012)
- Lasgush Poradeci (1899–1987)
- Rexhep Qosja (* 1936)
- Majlinda Nana Rama (1980)
- Musa Ramadani (1944–2020)
- Ibrahim Rugova (1944–2006)
- Bashkim Shehu (* 1955)
- Isuf Sherifi (* 1967)
- Sterjo Spasse (1914–1989)
- Luan Starova (1941–2022)
- Agron Tufa (* 1967)
- Hajro Ulqinaku (* 1938)
- Pashko Vasa (1825–1892)
- Ornela Vorpsi (* 1968)
- Anila Wilms (* 1971)
- Bilal Xhaferri (1935–1986)
- Dhimitër Xhuvani (1934–2009)
- Rudian Zekthi (* 1970)
- Visar Zhiti (* 1952)

Die Liste erhebt keinen Anspruch auf Vollständigkeit.